# Мілтон (Айова)
Мілтон (англ. Milton) — місто (англ. city) в США, в окрузі Ван-Б'юрен штату Айова. Населення — 380 осіб (2020).

## Географія
Мілтон розташований за координатами 40°40′17″ пн. ш. 92°9′45″ зх. д. / 40.67139° пн. ш. 92.16250° зх. д. (40.671319, -92.162567).  За даними Бюро перепису населення США в 2010 році місто мало площу 6,51 км², з яких 6,50 км² — суходіл та 0,01 км² — водойми.

## Демографія
Згідно з переписом 2010 року, у місті мешкали 443 особи в 169 домогосподарствах у складі 114 родин. Густота населення становила 68 осіб/км².  Було 204 помешкання (31/км²).
Расовий склад населення:
| - 98,2 % — білих - 0,2 % — чорних або афроамериканців - 0,2 % — азіатів |

До двох чи більше рас належало 1,4 %. Частка іспаномовних становила 2,9 % від усіх жителів.
За віковим діапазоном населення розподілялося таким чином: 30,2 % — особи молодші 18 років, 54,2 % — особи у віці 18—64 років, 15,6 % — особи у віці 65 років та старші. Медіана віку мешканця становила 34,1 року. На 100 осіб жіночої статі у місті припадало 109,0 чоловіків;  на 100 жінок у віці від 18 років та старших — 94,3 чоловіків також старших 18 років.
Середній дохід на одне домашнє господарство  становив 44 705 доларів США (медіана — 38 036), а середній дохід на одну сім'ю — 53 343 долари (медіана — 47 500). Медіана доходів становила 31 477 доларів для чоловіків та 19 063 долари для жінок. За межею бідності перебувало 21,3 % осіб, у тому числі 40,1 % дітей у віці до 18 років та 4,8 % осіб у віці 65 років та старших.
Цивільне працевлаштоване населення становило 222 особи. Основні галузі зайнятості: виробництво — 30,2 %, освіта, охорона здоров'я та соціальна допомога — 28,8 %, транспорт — 9,5 %, будівництво — 8,6 %.